# Sigitas Kaktys
Sigitas Kaktys (* 15. April 1956 in Puokė, Rajongemeinde Skuodas) ist ein litauischer Politiker.

## Leben
Nach dem Abitur 1974 an der Mittelschule Viekšniai in der Rajongemeinde Akmenė absolvierte er 1980 das Studium am Kauno medicinos institutas. 
Ab 1981 arbeitete er im Krankenhaus Mažeikiai. 
Von 1990 bis 1995 war er stellv. Vorsitzende des Deputatenrats (stellv. Bürgermeister), von 1995 bis 1996 Bürgermeister der Rajongemeinde Mažeikiai. Von 1996 bis 2000 war er Mitglied im Seimas und von 1999 bis 2000 Minister für Verwaltungsreformen und Gemeindeangelegenheiten im Kabinett Paksas I. 
Bis 1989 war er Mitglied von KPdSU, ab 1993 der Tėvynės Sąjunga – Lietuvos krikščionys demokratai.
Er ist verheiratet. Mit Frau Vilija hat er die Söhne Aurimas, Jotautas und Tautvilas und die Töchtern Aušra und Eglė.

## Quelle
- 2008 m. Lietuvos Respublikos Seimo rinkimai - Tėvynės sąjunga - Lietuvos krikščionys demokratai - Iškelti kandidatai (Memento vom 14. Februar 2014 im Internet Archive)

| Personendaten    | Personendaten                              |
| ---------------- | ------------------------------------------ |
| NAME             | Kaktys, Sigitas                            |
| KURZBESCHREIBUNG | litauischer Politiker, Mitglied des Seimas |
| GEBURTSDATUM     | 15. April 1956                             |
| GEBURTSORT       | Puokė, Rajongemeinde Skuodas               |